# Ministério da Educação (Brasil)
O Ministério da Educação (MEC) é um órgão do governo federal do Brasil, fundado pelo decreto n.º 19 402, em 14 de novembro de 1930, com o nome de Ministério dos Negócios da Educação e Saúde Pública, pelo então presidente Getúlio Vargas, e era encarregado do estudo e despacho de todos os assuntos relativos ao ensino, saúde pública e assistência hospitalar.

## História
Os precursores do MEC tem origem no império quando da criação, em 1854, pelo decreto imperial nº 1331-A, da Inspetoria-Geral da Instrução Primária e Secundária, como órgão nacional regulador dos direitos e deveres referentes à instrução educacional ligada ao Ministério dos Negócios do Império que na república foi reconfigurada para Secretaria de Estado dos Negocios da Instrucção Publica, Correios e Telegraphos, criada em 19 de abril de  1890, pelo decreto  nº 346, em atendimento a Benjamin Constant. Segundo Alberto Venâncio Filho, em sua obra, das Arcadas ao bacharelismo, durante o governo de Floriano Peixoto, entre 1891 e 1892, o ministério teve por sucessores de Constant, João Barbalho Uchôa Cavalcanti, Antônio Luís Afonso de Carvalho e José Higino Duarte Pereira, até ser extinto, na gestão de Fernando Lobo Leite Pereira, passando a ser uma diretoria no Ministério da Justiça e Negócios Interiores.
Em 1930, foi criado o Ministério dos Negócios da Educação e Saúde Pública. No dia 15 de janeiro de 1937, passou a se chamar Ministério da Educação e Saúde e suas atividades passaram a ter um limite à administração da educação escolar, educação extra-escolar e da saúde pública e assistência médico-social.
Em 1953, o governo federal criou o Ministério da Saúde e tira do Ministério da Educação e Saúde as responsabilidades de administração destinadas a ela. A partir desse momento, passa a se chamar oficialmente de Ministério da Educação e Cultura (MEC) pela lei n.° 1 920, de 25 de julho de 1953.
Em 15 de março de 1985, foi criado o Ministério da Cultura (MinC) pelo decreto n.º 91 144. Ainda assim a sigla MEC continua, porém passa a se chamar Ministério da Educação. Durante um tempo, o órgão foi chamado de Ministério da Educação e do Desporto, isso antes de ser criado o Ministério do Esporte, no governo Fernando Henrique Cardoso.

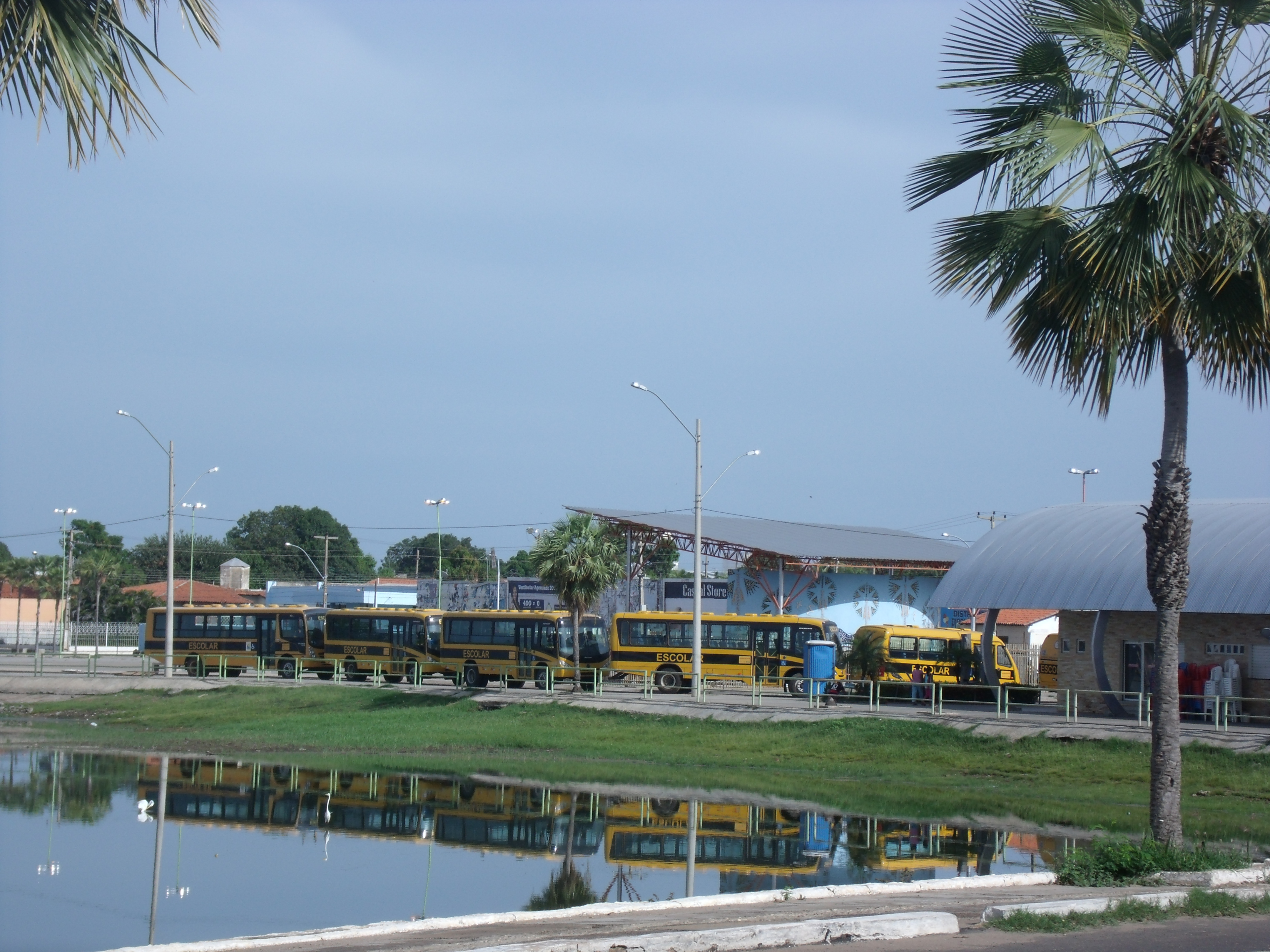
Veículos de transporte escolar, padronizados pelo MEC.

Em 8 de novembro de 1990, as atividades do MEC passaram a integrar a política nacional de educação; a educação, ensino civil, pesquisa e extensão universitárias; o magistério e a educação especial.
Em 12 de junho de 2000, após muitas mudanças em sua estrutura organizacional e a criação de secretarias como o Instituto Nacional de Estudos e Pesquisas Educacionais Anísio Teixeira (INEP) e o Fundo Nacional de Desenvolvimento da Educação (FNDE), por exemplo, o MEC passa a ter as seguintes competências: política nacional de educação; educação infantil; educação em geral, compreendendo ensino fundamental, ensino médio, ensino superior, ensino de jovens e adultos, educação profissional, educação especial e educação à distância, exceto ensino militar; avaliação, informação e pesquisa educacional; pesquisa e extensão universitária; e magistério.
Em janeiro de 2020, Vicente Vilardaga escrevendo para a revista IstoÉ, criticou o modo como o MEC passou a tratar a educação do Brasil ao lado do governo Bolsonaro, chamando de uma "escalada de deseducação", tendo em vista que existe "uma política de promoção do embrutecimento e da grosseria, demonstrações de desprezo pelos livros didáticos e paranoia com a doutrinação esquerdista." Segundo a pedagoga Ana Helena, o governo passou a desviar o foco do desenvolvimento da educação para questões menos importantes, como as escolas cívico-militares ou a escola sem partido, tendo em vista que já existe o Plano Nacional da Educação (PNE) e 20 metas para melhorar a educação, aprovado pela Câmara dos Deputados quando o Bolsonaro ainda era deputado. O PNE foi ignorado no primeiro ano de governo.

## Estrutura
A estrutural regimental do MEC como conhecemos só ficou estabelecida realmente pelo decreto n° 4 791, de 22 de julho de 2003. Esse decreto estabelece como área de competência do MEC:
- política nacional de educação;
- educação infantil;
- educação em geral, compreendendo ensino fundamental, ensino médio, ensino superior, ensino de jovens e adultos, educação profissional, educação especial e educação a distância, exceto ensino militar;
- avaliação, informação e pesquisa educacional;
- pesquisa e extensão universitária;
- magistério;
- assistência financeira a famílias carentes para a escolarização de seus filhos ou dependentes.

Entre algumas áreas ligadas ao Ministério da Educação podem-se citar:
- Educação especial
- Educação superior

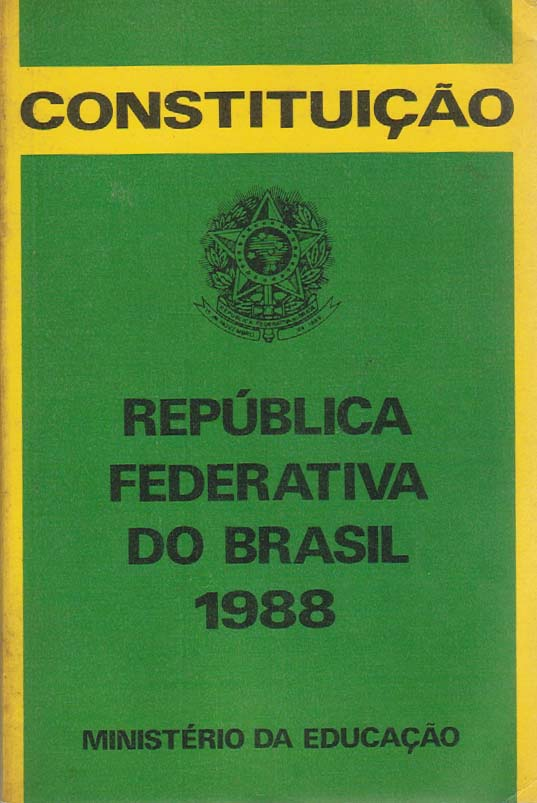
Exemplar da Constituição brasileira de 1988 distribuído pelo Ministério da Educação-MEC.

- Educação profissional e tecnológica
- Educação infantil
- Educação a distância
- Educação do campo
- Educação indígena
- Educação ambiental

Entre as secretarias do órgão, estão:
- Secretaria Executiva (SE)
- Secretaria de Educação Superior (SESU)
- Secretaria de Educação Profissional e Tecnológica (SETEC)
- Secretaria de Educação Básica (SEB)
- Secretaria da Alfabetização (SEALF)
- Secretaria de Articulação com os Sistemas de Ensino (SASE)
- Secretaria de Regulação e Supervisão da Educação Superior (SERES)

Entre os órgãos vinculados, estão: 
- Fundo Nacional de Desenvolvimento da Educação (FNDE)
- Instituto Nacional de Estudos e Pesquisas Educacionais Anísio Teixeira (INEP) (Responsável pelos exames Enade, Revalida e Enem)
- Coordenação de Aperfeiçoamento de Pessoal de Nível Superior (CAPES)
- Conselho Nacional de Educação (CNE)
- Comissão Nacional de Avaliação da Educação Superior (CONAES)
- Instituto Benjamin Constant (IBC)
- Instituto Nacional de Educação de Surdos (INES)
- Fundação Joaquim Nabuco (Fundaj)
- Colégio Pedro II
- Empresa Brasileira de Serviços Hospitalares - EBSERH

## Símbolos

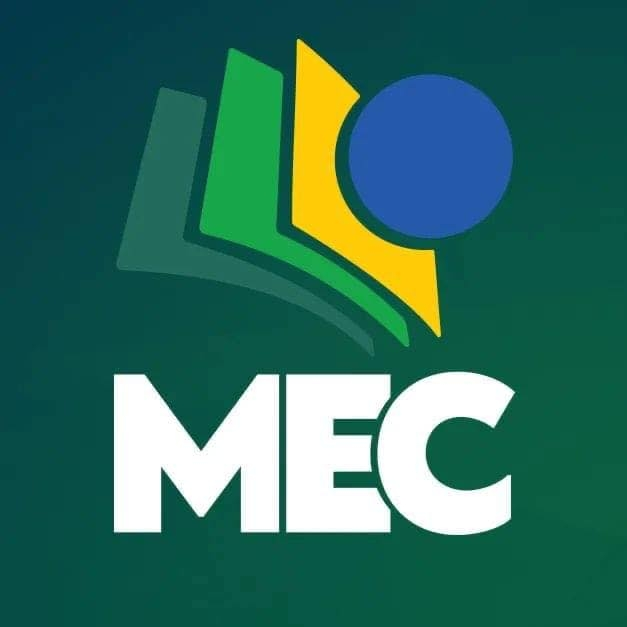
Logo do MEC durante o Governo Jair Bolsonaro (2019–23)
Bandeira de ministro de Estado no Brasil do ministro da Educação.